# Arabella monroi
Arabella monroi är en ringmaskart som beskrevs av Colbath 1989. Arabella monroi ingår i släktet Arabella och familjen Oenonidae. Inga underarter finns listade i Catalogue of Life.